# AKASHI
AKASHI（アカシ、1982年〈昭和57年〉1月29日 - ）は、日本の男性歌手、ダンサー、ソングライター、編曲家、音楽プロデューサー、映像ディレクター、ボイストレーナー、アーティスト・マネジメント、経営者。兄妹バイリンガル音楽ユニット・bless4（ブレスフォー）のメンバー（長男）。沖縄県出身。アメリカ合衆国、沖縄県育ち。本名は川満 スティーブ 証（かわみつ スティーブ あかし）。川満アート・テイメント（所属事務所）の代表取締役。

## 来歴
出生は日本で日本人の両親を持つ。1歳の時にアメリカへ移住。多国籍のメンバーで構成したパフォーマンス集団『フライング・ドラゴン』を結成（現：bless4メンバー含む）。全米各地のイベントに出演するようになる。
1997年11月、一家が沖縄県へ移住。沖縄を中心に『飛龍（ひりゅう）インターナショナル』（bless4の旧名）名義でチャリティーイベント等に出演。1999年 - 2001年まで『ストップ・エイズ』イメージキャラクターとしてメンバーと活動。
2003年5月7日、bless4としてシングル「Good Morning! Mr.Sunshine」でBMG JAPANよりメジャー・デビュー。以降のbless4としての活動はそちらの項を参照。
2006年12月1日、AKASHIを代表として、神奈川県川崎市に個人事務所『川満アート・テイメント』を創業。（設立：2010年3月1日）
2021年3月1日、個人名義でのX（旧Twitter）を開設（@AKASHI_bless4）。
2024年1月29日、bless4公式YouTubeチャンネルにて『AKASHI Birthday Live Stream』を配信。

## 人物
身長173cm、血液型B型。
bless4でのイメージカラー：    青
父親は世界平和親善画家のHARU川満。実妹はアニソン歌手としてソロで活躍しているbless4メンバーのAKINO from bless4。bless4のリーダーであり、主に作曲・編曲を担当している。bless4の他に、AKINO with bless4などにも楽曲提供をしている。
テコンドーを習得しており、14歳の部でアリゾナ州テコンドーチャンピオンとなっている。
2023年、ダイビングライセンスを取得する。

### ファンクラブ
『YTTコミュニティ』
bless4公式コミュニティ

## ディスコグラフィ

### 歌手参加作品
| 発売日        | 商品タイトル                                      | 規格 | 参加アーティスト | 収録楽曲                          | 備考                                  |
| ------------- | ------------------------------------------------- | ---- | ---------------- | --------------------------------- | ------------------------------------- |
| 2005年6月8日  | 創聖のアクエリオン Original Sound Track           | CD   | コーラス参加     | 「創聖のアクエリオン お兄さまと」 | テレビアニメ『創聖のアクエリオン』OST |
| 2012年7月25日 | アクエリオンEVOL LOVE@New Dimension               | CD   | コーラス参加     | 「創聖のアクエリオン お兄さまと」 | テレビアニメ『アクエリオンEVOL』OST   |
| 非売品        | フィーバーアクエリオンEVOL 合体SPECIAL SONG BEST! | CD   | コーラス参加     | 「創聖のアクエリオン お兄さまと」 | パチンコ稼働・導入支援品              |

### 楽曲提供
※作・編曲を提供したアーティスト（表記：50音順）
- AIKI
- AKINO with bless4
- Athletic Music Warriors
- 川満ファミリー
- 原宿YANKEEZ（レコーディング協力）
- bless4（全般）
- 松澤由実
- YUIMINO+　ほか

## MUSIC VIDEO 監督作
- もふる×クロス -「ウルトラマッソー」ほか（2022年 - ）[9]
- あゆタロウ -「ガッツだぜ!!」（2022年）[10]
- ラストチャンス -「Precious」（2023年）

## 講師としての活動
2014年3月、所属グループ・bless4と共に神奈川県麻生区にエンターテインメントアカデミー『アスレチック・ミュージック』を開校。歌手活動と並行し、講師としても活動をはじめた。メンバーは講師としてそれぞれ役割を担っており、AKASHIは主に生徒達の基礎訓練を担当している。

## 出演

### イベント
2024年
- AKASHI Birthday Live Stream（2024年1月29日 / bless4スタジオ）
- ローカルSDGs × エンターテイメント（2024年3月13日 / しんゆり交流空間リリオス）[13]
- 第6回 川崎市麻生区100人カイギ（2024年4月29日 / 麻生区民館）[14]

2025年
- AKASHI Birthday Party（2025年2月2日 / bless4スタジオ）[15]
- AKASHI社長の鬼は外～! トレーニング講座‼︎（2025年2月2日 / bless4スタジオ）[16]
- AKASHI社長のトレーニング講座!! 第2弾（2025年3月1日 / bless4スタジオ）[17]
- 鬼ぃ〜ちゃんのトレーニング講座!! 第3弾（2025年3月20日 / bless4スタジオ）[18]

### テレビ出演
詳しくは『bless4テレビ番組』のページを参照

### YouTube出演
- KAT-TV（AKASHI'c Records　2022年 - 2023年）
- REAL AKIBA BOYZ（2022年8月14日）
- 羽ヶ町つまみ（2023年5月26日）
- Chemi Akutami "the Audition"（2025年6月28日）

### ラジオ
- 琉球リミテッド～かりゆし超特急～（2020年2月11日 / かわさきFM）
- Sanacoの音ダイバー ※AKINOとの出演（2020年3月6日 / Tokyo Star Radio）
- かわさきDOWNSTREAM（2023年5月16日 / かわさきFM）[19]
- かわさきUPSTREAM（2024年10月11日 / かわさきFM）
- かわさきホット☆スタジオ ※AMWとの出演（2025年2月13日 / かわさきFM）
- かわさきホット☆スタジオ ※AMWとの出演（2025年8月7日 / かわさきFM）
- 川崎の社長さんいらっしゃい!（2025年8月7日 / かわさきFM）

## 関連人物
- bless4（所属グループ）
- HARU川満（父親）
- KANASA from bless4（実妹）
- AKINO from bless4（実妹）
- AIKI（実弟）